# 말레이어 위키백과

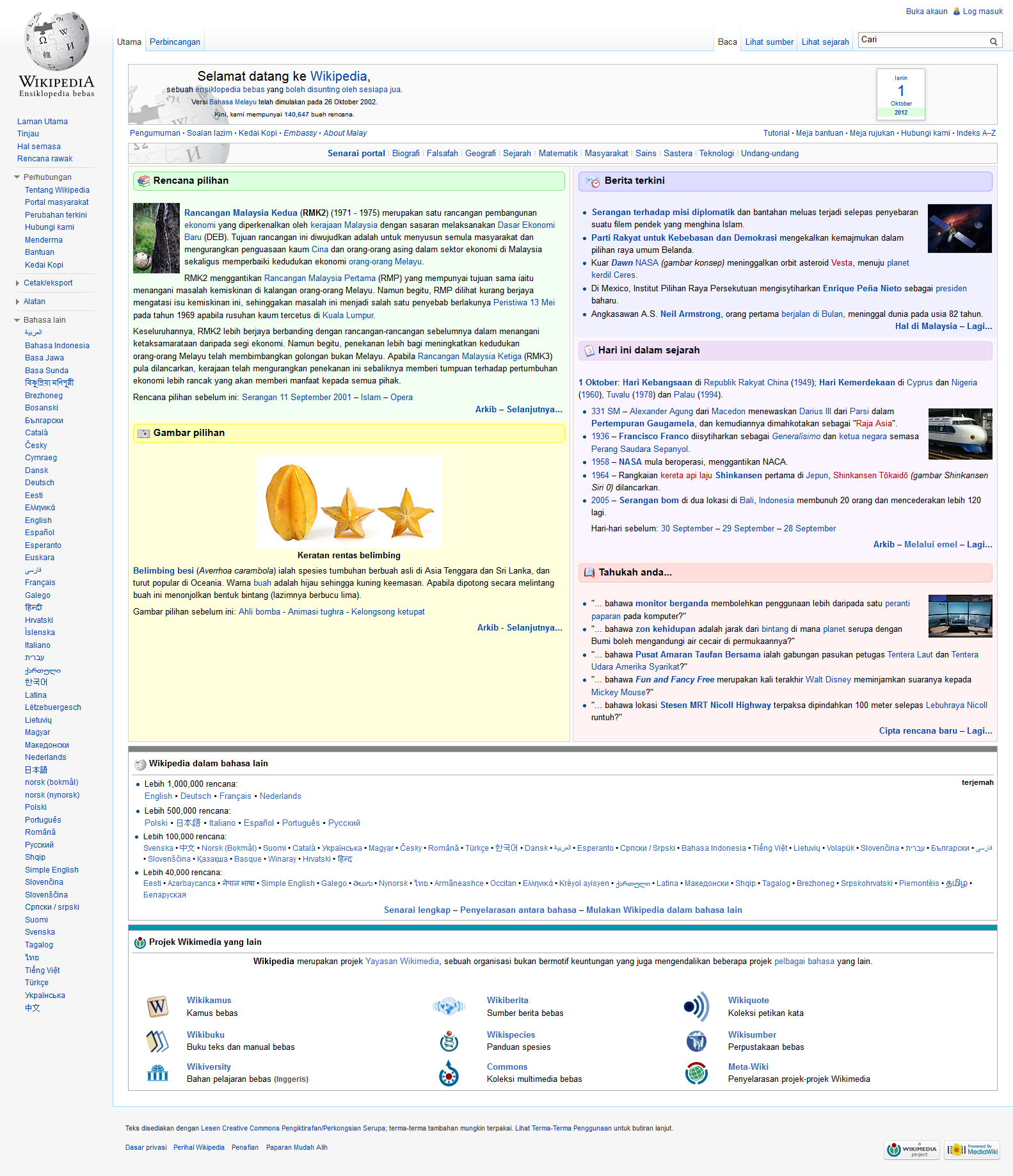

말레이어 위키백과(Malay Wikipedia)는 말레이어로 구성된 위키백과이며, 2002년 10월 26일 서비스가 시작되었다.
2011년 11월 27일 현재 120,807개의 문서가 수록되어 있다. 기호는 ms이다.